# Беллью, Тони
Тони Беллью (англ. Tony Bellew; род. 30 ноября 1982, Ливерпуль, Англия, Великобритания) — британский боксёр-профессионал, выступавший в полутяжёлой, первой тяжёлой и тяжёлой весовых категориях. Чемпион мира по версии WBC (2016—2017) и чемпион Европы по версии EBU (2015—2016) в первом тяжёлом весе. Чемпион Британского содружества (2010—2011) и чемпион Великобритании (2011, 2012) в полутяжёлом весе.

## Карьера в кикбоксинге
Бывший кикбоксер, его любительский рекорд был 100 — 4 (68 нокаутом).

## Любительская карьера
Беллью в 2002—2003 годах нокаутировал всех своих соперников на любительском ринге (кроме одного оппонента, его победил по очкам).
Трижды становился чемпионом ABA. В 2006 году перешёл в тяжёлый вес где проиграл Дэнни Прайсу.
На любительском ринге выиграл 40 поединков, из них 32 нокаутом. Потерпел 7 поражений.

## Профессиональная карьера
На профессиональном ринге Тони дебютировал в октябре 2007 года.
Выиграл первые 12 рейтинговых поединков, в которых чередовал весовые категории, выступая то в полутяжёлом весе, то в первом тяжёлом весе.

### Полутяжёлый вес
В марте 2010 года нокаутировал в первом раунде боксёра из Ганы, Атоли Мура, и завоевал титул британского содружества в полутяжёлом весе. В сентябре защитил титул против соотечественника Боба Айсофе (8-1)
11 декабря 2010 года во второй защите титула встретился с Овиллом Маккензи (18-9). В первом раунде Маккензи отправил Белью в нокдаун. Тони впервые оказался на канвасе. Тоже повторилось и во втором раунде. В 5-м раунде после столкновения головами на голове Белью образовалось сильное рассечение. Неожиданно в 8-м раунде левым хуком Белью отправил Маккензи в тяжёлый нокдаун, после которого рефери остановил бой.
16 июля 2011 года, состоялся второй поединок Беллью с Маккензи. Помимо титула британского содружества, во втором бое разыгрывался вакантный титул чемпиона Великобритании. Во втором бое Беллью уверенно победил по очкам.

#### Чемпионский бой с Нэйтоном Клеверли
В сентябре 2011 года, непобеждённый Тони Беллью (16-0) вышел на ринг за звание чемпиона мира по версии WBO в полутяжёлом весе, с соотечественником, Нэйтоном Клеверли (22-0). Бой выдался очень конкурентным. Клеверли победил в близком бою, решением большинства судей.
В апреле 2012 года, Белью снова завоевал титул чемпиона Великобритании. В 5-м раунде он нокаутировал Дэнни Макинтоша (13-2).
8 сентября 2012 года Тони нокаутировал известного колумбийского боксёра, Эдисона Миранду (35-7).
17 ноября 2012 года победил по очкам аргентинца, Роберто Фелисиано Болонти (30-1), и завоевал вакантный титул чемпиона мира WBC silver.

#### Бои с Айзеком Чилембой
30 марта 2013 года состоялся первый поединок Беллью с известным боксёром из Малави, Айзеком Чилембой. Чилемба действовал с дальней дистанции, в то время как Белью старался контратаковать в ближнем бою. Бой был очень вязким и малозрелищным. Мнение судей разделилось и была зафиксирована ничья.
Через два месяца состоялся реванш. В повторном бою Беллью был более активным и за счёт большего числа выброшенных ударов и победил Чилембу.

#### Чемпионский бой с Адонисом Стивенсоном
31 октября 2013 года Беллью вышел на ринг с чемпионом мира по версиям WBC и The Ring, канадцем, Адонисом Стивенсоном. Чемпион, победил техническим нокаутом в 6 раунде обязательного претендента на титул, 30-летнего британца Тони Белью. Стивенсон уверенно контролировал ход всего поединка. В 6 раунде Стивенсон мощным ударом слева отправил Белью в нокдаун. Белью поднялся, но затем Стивенсон вновь потряс Белью, и хотя британец не упал, было видно, что он не в состоянии продолжать поединок.

### Первый тяжёлый вес
После первого досрочного поражения, Белью поднялся в первый тяжёлый вес.
15 марта 2014 года, Тони Беллью нокаутировал в 12-м раунде российского боксёра, Валерия Брудова и завоевал титул интерконтинентального чемпиона по версии WBO.
12 июля, Белью в защите титула, нокаутировал в 5-м раунде бразильского боксёра, Хулио Сесара Дос Сантоса (26-2).

#### Реванш с Нэйтоном Клеверли
Уже 12 июля после победы над Дос Сантосом, Беллью и Клеверли выразили желание провести матч реванш. В повторном бою, Клеверли действовал атакуя джебами и работал преимущественно на дальней дистанции. Белью же шёл в размен и входил в ближнюю и среднюю дистанции. Более силовая и агрессивная манера боя, позволила Белью взять реванш и победить Нэйтона Клеверли по очкам раздельным решением судей.

#### Бой с Матеушом Мастернаком
12 декабря 2015 года, Тони Беллью победил единогласным решением судей польского боксёра, Матеуша Мастернака и завоевал вакантный титул чемпиона Европы по версии EBU.

#### Чемпионский бой с Илунгой Макабу
С началом встречи Тони вошёл в роль не самого агрессивного агрессора, а Илунге было комфортно на позиции терпеливого контрпанчера. В конце 1-го раунда Белью «прижал» противника у канатов, однако спустя несколько секунд кувыркнулся назад от чёткого прямого слева от Макабу — нокдаун. После 2-й трёхминутки, которая прошла в относительно равном противостоянии, в следующей наступила развязка: Беллью решил порубиться с африканцем и преуспел в этом. После бомбёжки у канатов Макабу пропустил в серии сильнейший боковой слева, обмяк и потерял сознание ещё до падения на настил ринга.

#### Бой с Би Джей Флоресом
15 октября 2016 года победил техническим нокаутом в 3-м раунде американского боксёра Би Джей Флореса и защитил титул чемпиона мира по версии WBC.

### Тяжёлый вес

#### Бой с Дэвидом Хэем
4 марта 2017 года встретился с экс-чемпионом мира в 2 весовых категориях Дэвидом Хэем. Хэй взял первую половину боя, главным образом за счёт активности. Беллью на удивление хорошо отрабатывал в защите, своевременно уклоняясь от опасных выпадов, однако на фоне агрессивного соперника Тони терялся и не дорабатывал, чтобы забирать раунды в копилку. В 6 раунде картина боя резко поменялась. Хэй получил травму ахиллова сухожилия и оказался в нокдауне под ударным натиском Беллью. Хэй поднялся и оставшуюся часть боя боксировал с поврежденной ногой, выполняя роль уже принимающей стороны. В одиннадцатом раунде Хэй, пропустив несколько ударов у канатов, выпал за пределы ринга. Он успел вернуться в ринг и принять вертикальное положение до окончания счёта рефери, но тут же секунданты Дэвида выбросили полотенце. После завершения поединка Хэй был доставлен в больницу.

#### Реванш с Дэвидом Хэем
5 мая 2018 года состоялся реванш Беллью против Дэвида Хэя. Победу в поединке техническим нокаутом в 5 раунде вновь одержал Белью.

#### Бой с Александром Усиком
Проиграл нокаутом в 8 раунде.

## Статистика профессиональных боёв
В таблице перечислены результаты всех поединков боксёров.
В каждой строке указан результат поединка. Дополнительно номер поединка обозначен цветом, который обозначает итог поединка. Расшифровка обозначений и цветов представлена в нижеследующей таблице.
| Пример | Расшифровка                     |
| ------ | ------------------------------- |
|        | Победа                          |
|        | Ничья                           |
|        | Поражение                       |
|        | Планируемый поединок            |
|        | Поединок признан несостоявшимся |
| КО     | Нокаут                          |
| ТКО    | Технический нокаут              |
| PTS    | Решение судей (по очкам)        |
| UD     | Единогласное решение судей      |
| MD     | Решение большинства судей       |
| SD     | Раздельное решение судей        |
| RTD    | Отказ от продолжения боя        |
| DQ     | Дисквалификация                 |
| NC     | Поединок признан несостоявшимся |

| 34 поединка, 30 побед (20 нокаут), 3 поражения, 1 ничья   | 34 поединка, 30 побед (20 нокаут), 3 поражения, 1 ничья | 34 поединка, 30 побед (20 нокаут), 3 поражения, 1 ничья | 34 поединка, 30 побед (20 нокаут), 3 поражения, 1 ничья | 34 поединка, 30 побед (20 нокаут), 3 поражения, 1 ничья    | 34 поединка, 30 побед (20 нокаут), 3 поражения, 1 ничья | 34 поединка, 30 побед (20 нокаут), 3 поражения, 1 ничья | 34 поединка, 30 побед (20 нокаут), 3 поражения, 1 ничья |
| Бой                                                       | Рекорд                                                  | Дата боя                                                | Соперник                                                | Место проведения боя                                       | Результат                                               | Дополнительно |                                                         |
| --------------------------------------------------------- | ------------------------------------------------------- | ------------------------------------------------------- | ------------------------------------------------------- | ---------------------------------------------------------- | ------------------------------------------------------- | --- | ------------------------------------------------------- |
| 34                                                        | 30-3-1                                                  | 10 ноября 2018                                          | Александр Усик (15-0)                                   | Манчестер Арена, Манчестер, Великобритания                 | KO 8 (12), 2:00                                         | Бой за титул чемпиона мира по версиям WBO (6-я защита Усика), WBC (2-я защита Усика), IBF (1-я защита Усика), WBA (1-я защита Усика) и The Ring(1-я защита Усика) в 1-м тяжёлом весе. |                                                         |
| 33                                                        | 30-2-1                                                  | 5 мая 2018                                              | Дэвид Хэй (28-3)                                        | O2 Arena, Гринвич, Лондон, Великобритания                  | TKO 5 (12), 2:14                                        | |                                                         |
| 32                                                        | 29-2-1                                                  | 4 марта 2017                                            | Дэвид Хэй (28-2)                                        | O2 Arena, Гринвич, Лондон, Великобритания                  | TKO 11 (12), 2:16                                       | |                                                         |
| Перешёл в тяжёлый вес — свыше 90,7 кг (свыше 200 фунтов)  |                                                         |                                                         |                                                         |                                                            |                                                         | |                                                         |
| 31                                                        | 28-2-1                                                  | 15 октября 2016                                         | Би Джей Флорес (32-2-1)                                 | Ливерпуль, Мерсисайд, Англия, Великобритания               | TKO 3 (12), 2:11                                        | 1-я защита титула чемпиона мира по версии WBC в первом тяжёлом весе. |                                                         |
| 30                                                        | 27-2-1                                                  | 29 мая 2016                                             | Илунга Макабу (19-1-0)                                  | Гудисон Парк, Ливерпуль, Мерсисайд, Англия, Великобритания | TKO 3 (12), 1:20                                        | Завоевал вакантный титул чемпиона мира по версии WBC в первом тяжёлом весе. |                                                         |
| 29                                                        | 26-2-1                                                  | 12 декабря 2015                                         | Матеуш Мастернак (36-3-0)                               | О2 Арена, Лондон, Англия, Великобритания                   | UD 12                                                   | Завоевал вакантный титул чемпиона Европы по версии EBU в первом тяжёлом весе. Счёт: 115-112, 115-112, 115-113.                                                                        |                                                         |
| 28                                                        | 25-2-1                                                  | 5 сентября 2015                                         | Артурс Куликаускис (16-26-5)                            | Лидс, Йоркшир, Англия, Великобритания                      | TKO 5 (8), 2:07                                         | |                                                         |
| 27                                                        | 24-2-1                                                  | 26 июня 2015                                            | Ивица Бакурин (22-7-1)                                  | Ливерпуль, Мерсисайд, Англия, Великобритания               | TKO 10 (10), 1:12                                       | |                                                         |
| 26                                                        | 23-2-1                                                  | 22 ноября 2014                                          | Нэйтен Клеверли (28-1-0)                                | Ливерпуль, Мерсисайд, Англия, Великобритания               | SD 12                                                   | Завоевал статус обязательного претендента на бой с чемпионом мира по версии WBO в первом тяжёлом весе. Счёт: 115-113, 116-112, 114-115.                                               |                                                         |
| 25                                                        | 22-2-1                                                  | 12 июля 2014                                            | Жулио Сезар дус Сантус (26-2-0)                         | Ливерпуль, Мерсисайд, Англия, Великобритания               | TKO 5 (12), 1:17                                        | Защитил титул чемпиона по версии WBO International в первом тяжёлом весе. |                                                         |
| 24                                                        | 21-2-1                                                  | 15 марта 2014                                           | Валерий Брудов (41-4-0)                                 | Ливерпуль, Мерсисайд, Англия, Великобритания               | KO 12 (12), 2:24                                        | Завоевал вакантный титул чемпиона по версии WBO International в первом тяжёлом весе.                                                                                                  |                                                         |
| Перешёл в первый тяжёлый вес — до 90,7 кг (до 200 фунтов) |                                                         |                                                         |                                                         |                                                            |                                                         | |                                                         |
| 23                                                        | 20-2-1                                                  | 30 ноября 2013                                          | Адонис Стивенсон (22-1-0)                               | Квебек-Сити, Канада                                        | TKO 6 (12), 1:50                                        | Бой за титулы чемпиона мира по версиям WBC и The Ring в полутяжёлом весе. |                                                         |
| 22                                                        | 20-1-1                                                  | 25 мая 2013                                             | Айзек Чилемба (20-1-2)                                  | О2 Арена, Лондон, Англия, Великобритания                   | UD 12                                                   | Защитил титул чемпиона по версиям WBC Silver в полутяжёлом весе. Счёт: 116-112, 117-112, 116-112.                                                                                     |                                                         |
| 21                                                        | 19-1-1                                                  | 30 марта 2013                                           | Айзек Чилемба (20-1-1)                                  | Ливерпуль, Мерсисайд, Англия, Великобритания               | SD 12                                                   | Защитил титул чемпиона по версиям WBC Silver в полутяжёлом весе. Счёт: 112-116, 114-114, 116-115.                                                                                     |                                                         |
| 20                                                        | 19-1                                                    | 17 ноября 2012                                          | Роберто Феличиано Болонти (30-1-0)                      | Ноттингем, Ноттингемшир, Англия, Великобритания            | UD 12                                                   | Завоевал вакантный титул чемпиона по версиям WBC Silver в полутяжёлом весе. Счёт: 120-106, 119-107, 120-106.                                                                          |                                                         |
| 19                                                        | 18-1                                                    | 8 сентября 2012                                         | Эдисон Миранда (35-7-0)                                 | Александра-палас, Лондон, Англия, Великобритания           | TKO 9 (12), 1:54                                        | Завоевал вакантный титул чемпиона по версиям WBC International Silver в полутяжёлом весе.                                                                                             |                                                         |
| 18                                                        | 17-1                                                    | 27 апреля 2012                                          | Дэнни Макинтош (13-2-0)                                 | Ливерпуль, Мерсисайд, Англия, Великобритания               | TKO 5 (12), 0:38                                        | Завоевал титул чемпиона Великобритании по версиям BBBofC в полутяжёлом весе. |                                                         |
| 17                                                        | 16-1                                                    | 15 октября 2011                                         | Нэйтен Клеверли (22-0-0)                                | Ливерпуль, Мерсисайд, Англия, Великобритания               | MD 12                                                   | Бой за титул чемпиона мира по версии WBO в полутяжёлом весе. Счёт: 112-117, 114-114, 113-116.                                                                                         |                                                         |
| Бой                                                       | Рекорд                                                  | Дата боя                                                | Соперник                                                | Место проведения боя                                       | Результат                                               | Дополнительно |                                                         |

## Фильмография
| Год  |   | Русское название     | Оригинальное название | Роль                    |
| ---- | - | -------------------- | --------------------- | ----------------------- |
| 2015 | ф | Крид: Наследие Рокки | Creed                 | Рики «Красавчик» Конлан |
| 2023 | ф | Крид 3               | Creed III             | Рики «Красавчик» Конлан |

## Оценки
В 2020 году Карл Фроч признался, что во время спаррингов уступал только одному бойцу — Тони Беллью.

## Личная жизнь
Тони Белью является активным болельщиком футбольного клуба «Эвертон» из его родного Ливерпуля. Он часто посещает домашние и выездные матчи клуба, а на свои поединки выходит под ту же музыку, под которую футболисты «Эвертона» выходят на свои домашние игры. В 2016 году Белью завоевал вакантный титул чемпиона мира по версии WBC в первом тяжёлом весе в поединке, который проходил на стадионе «Эвертона» «Гудисон Парк». Его двоюродный брат Джордж Белью является чемпионом Европы по кикбоксингу.